# ウルウト
ウルウト（モンゴル語: Uru'ud）とは、モンゴル部に属する遊牧集団の名称。『元朝秘史』では兀魯兀惕(wùlŭwùtì)、『集史』では اوروت（ūrūt）と記される。ウルート部とも。

## 概要
ウルウトの起源については2種類の伝承が存在し、まず『元朝秘史』はボドンチャルの曾孫にナチン・バートルという人物がおり、ナチン・バートルの2子ウルウダイ、マングダイからマングト氏、ウルウト氏が分岐したと伝えている。一方、『集史』はナチンから4世代後、トンビナイの息子ジャクス(jaqsū)の3子からノヤキン氏、マングト氏、ウルウト氏が分岐したという伝承を伝える。いずれの伝承に拠るにせよ、ウルウト集団がボドンチャルの血を引くボルジギン氏の一派で、マングト集団と縁の深い遊牧勢力であったことは間違いない。12世紀末、テムジン(チンギス・カン)が登場した頃のモンゴル部において、マングト/ウルウト集団はキヤト氏、タイチウト氏、バアリン氏などに次ぐモンゴル部内の有力な氏族として知られていた。
12世紀末、モンゴル部内ではテムジン(後のチンギス・カン)率いるキヤト氏とタイチウト氏という2大勢力の内部抗争が激化しており、モンゴル部内の諸氏族は2大勢力のどちらに味方するかの選択を迫られていた。この頃、ウルウト部にはウルウダイの子孫に当たるジュルチェデイという人物がおり、多くの者がより勢力の大きいタイチウト氏側についたのに対し、マングト部のクイルダルとともに早い段階からチンギス・カンの下に帰参した。ジュルチェデイの率いるウルウト兵と、クイルダル率いるマングト兵はチンギス・カンの全兵力の約半数を占めたと言われており、マングト・ウルウト部は最初期のチンギス・カンの勢力の主力と言うべき存在であった。『元朝秘史』によると、ジャムカはカラ・カルジトの戦いにてモンゴル軍の先鋒とされたマングト部とウルウト部を次のように評したという。
ジュルチェデイの息子、ケフテイはチンギス・カンより東方の計略を委ねられたジャライル部のムカリの指揮下に入り、同じくムカリの指揮下にあったコンギラト部のアルチ・キュレゲン、イキレス部のブトゥ・キュレゲン、マングト部のモンケ・カルジャらとともに、「左手の五投下」と総称される独立性の高い集団を形成した。「左手の五投下」は帝位継承戦争においてクビライ派の主力として活躍し、クビライを始祖とする大元ウルスにおいて有力部族として厚遇された。

## ウルウト部ジュルチェデイ家
- ジュルチェデイ（J̌ürčedei ＞朮赤台/zhúchìtái）
  - 郡王ケフテイ・ノヤン（Kehetei ＞怯台/qiètái,کهتی نویان/Kehtei Nūyān）
    - 郡王テムジン（Temüǰin ＞端真/duānzhēn）
    - 郡王カダ（Qada ＞哈答/hādā）
      - 郡王トゴン（Toγon ＞脱歓/tuōhuān）
        - 郡王タシュ・テムル（Taš temür ＞塔失帖木児/tǎshītièmùér）
          - 郡王カラ・ブカ（Qara buqa ＞匣剌不花/xiálàbùhuā）

      - イリンジバル（Irinǰibar ＞亦隣只班/yìlínzhībān）
      - 郡王ヒントム（Hingtom ＞慶童/qìngtóng）
        - 郡王イェリ・ブカ（Yeli buqa ＞也里不花/yĕlǐbùhuā）

  - ブジル・ノヤン（Buǰir ＞不只児/bùzhīér,بوجر نویان/Būjir Nūyān）

## 系図
メネン・トドンの子ナチン・バアトルから分かれるマングト氏族とウルウト氏族。